# Eperua glabriflora
Eperua glabriflora är en ärtväxtart som först beskrevs av Adolpho Ducke, och fick sitt nu gällande namn av John Macqueen Cowan. Eperua glabriflora ingår i släktet Eperua och familjen ärtväxter. Inga underarter finns listade i Catalogue of Life.